# Antidythemis nigra
Antidythemis nigra är en trollsländeart som beskrevs av Buchholz 1952. Antidythemis nigra ingår i släktet Antidythemis och familjen segeltrollsländor. Inga underarter finns listade i Catalogue of Life.